# 裴倫德
裴倫德（英語：Luke John de Pulford；1984年8月18日—），英國政治人物，保守黨人權委員會委員、英國人權組織香港監察研究員。他以立場反中共、活躍於涉港事務為人所知，並曾發聲明使何君堯在安格里亞魯斯金大學的名譽博士學位被撤銷，並親身飛至香港當面告知何君堯。他在2020年，與羅冠聰協調並擬在英國向陶輝、莊定賢等多名英籍港警官提私人檢控，他親身發起呼籲社會人士關心相關的眾籌計劃及提供被檢控人士的相關情報。